# Bank of America Plaza (Fort Lauderdale)
O Bank of America Plaza é um arranha-céu de escritórios de 23 andares e 111 m (365 ft) de altura, localizado em Fort Lauderdale, na Flórida. A estrutura foi concluída no início de 2003 e contém uma garagem de estacionamento que está localizada do segundo ao sexto andar, um pequeno shopping comercial e um Bank of America - o principal inquilino do edifício no piso térreo.
Atualmente, é o quinto edifício mais alto de Ft. Lauderdale.
No entanto, o resto do edifício é estritamente proibido para o público, com exceção de funcionários e clientes da empresa. Esses indivíduos devem manter um cartão de identificação para acessar os elevadores do edifício. 
O topo piramidal do edfício, que se assemelha ao tribunal do condado de Miami-Dade, eleva 42 pés e é a parte assinatura do prédio. Está iluminado à noite, o que lhe confere um lugar proeminente no horizonte da cidade.